# Alec Douglas-Home
Alec Douglas-Home, właśc. Alexander Frederick Douglas-Home (ur. 2 lipca 1903 w Londynie, zm. 9 października 1995 w Coldstream) – brytyjski arystokrata, dyplomata i polityk. W czasie swej długiej kariery Home był osobistym sekretarzem premiera Neville’a Chamberlaina, dwukrotnym ministrem spraw zagranicznych oraz, w latach 1963–1964, premierem rządu Jej Królewskiej Mości. Karierę polityczną rozpoczął jako lord Dunglass. W latach 1951–1963 był 14. hrabią Home, następnie do 1974 znany był jako sir Alec Douglas-Home, po zakończeniu aktywnej kariery politycznej otrzymał tytuł barona Home of Hirsel.
Do Douglasa-Home’a należy szereg „rekordów”. Był jedynym politykiem, który, aby stanąć na czele rządu, zrezygnował z tytułu i przysługującego mu miejsca w Izbie Lordów, ostatnim członkiem tej Izby, który został mianowany premierem i ostatnim, który został osobiście wskazany przez brytyjskiego monarchę.

## Życiorys

### Wczesne lata i pochodzenie
Urodzony w Mayfair, który jest częścią Londynu Home był najstarszym synem Charlesa Douglasa-Home’a, 13. hrabiego Home. Przyszły premier miał brata Williama Douglas-Home’a, który był dramaturgiem. Home kształcił się w renomowanym Eton College oraz Christ Church w Oksfordzie.
3 października 1936 r. ożenił się z Elizabeth Alington (zm. 1990), córką Cyrila Alingtona i Margaret Lyttelton, córki George’a Lytteltona, 4. barona Lyttelton. Miał z nią syna i trzy córki:
- Lavinia Caroline Douglas-Home (ur. 11 października 1937)
- Meriel Kathleen Douglas-Home (ur. 27 listopada 1939), żona Adriana Darby’ego
- Diana Lucy Douglas-Home (ur. 18 grudnia 1940)
- David Alexander Cospartick Douglas-Home (ur. 20 listopada 1943), 15. hrabia Home

### Kariera w krykiecie
Home jeszcze w szkole zainteresował się krykietem. Jest jednym premierem brytyjskim, który miał za sobą karierę sportową w tej dyscyplinie.
Grający pod przydomkiem „Lord Dunglass” Home brał udział w wielu pierwszoklasowych meczach (dziesięć w latach 1924–1927), między innymi przeciwko Argentynie (podczas gościnnego pobytu jego klubu w Ameryce Południowej). W 1966 r. został przewodniczącym Marylebone Cricket Club.

### Kariera polityczna
W roku 1931 został posłem do parlamentu z ramienia Szkockich Unionistów, afiliowanej z Partią Konserwatywną, z okręgu wyborczego Lanark.

#### „Monachijczyk”
Niedługo potem (dzięki swoim koneksjom rodzinnym miał ułatwiony start w polityce) został mianowany osobistym sekretarzem Neville’a Chamberlaina, który w latach 1937–1940 pełnił funkcję premiera. Chamberlain znany jest głównie ze swej niesławnej polityki „ułagodzenia” Hitlera, która w efekcie współprzyczyniła się do wybuchu II wojny światowej i nieprzygotowania do niej obozu alianckiego.
Home wielokrotnie potem w czasie dalszej kariery był oskarżany o przynależność do „monachijskiej kliki”, która prowadziła ową ugodową politykę. W rzeczy samej Home, jako bliski współpracownik Chamberlaina w tamtym czasie, nie może, w dość zgodnej opinii historyków, uniknąć przynajmniej cząstki odpowiedzialności za działalność owej „kliki”.

#### Przed objęciem stanowiska premiera
Home, który nie odgrywał bardzo znaczącej roli w okresie rządów Winstona Churchilla, ale był już znaczącą figurą w partii, przegrał wybory w 1945 roku. Był to rok przejęcia władzy przez Partię Pracy, która odniosła wówczas miażdżące zwycięstwo.
Home odzyskał swój mandat w roku 1950, ale że w owym czasie odziedziczył po ojcu tytuł hrabiego Home, automatycznie musiał zrezygnować z miejsca w Izbie Gmin na rzecz fotela w Izbie Lordów.
Nie zaszkodziło to jednak w niczym jego karierze w rządzie. W latach 1955–1960 był ministrem ds. Wspólnoty Narodów, a w latach 1960–1963 ministrem spraw zagranicznych. Prócz tego w latach 1957–1960 był przewodniczącym Izby Lordów.

#### Premier rządu Jej Królewskiej Mości
Po rezygnacji premiera konserwatysty Harolda Macmillana, który był poważnie osłabiony m.in. aferą Profumo liderzy rządzącej partii zaczęli rozglądać się za jego następcą na okres roku, który pozostał do nowych wyborów.
Ich wybór padł na Aleca Douglas-Home’a. Zgodnie z niepisanym prawem premier winien być członkiem Izby Gmin. W tym celu Home musiał zrezygnować z miejsca w izbie wyższej parlamentu i tytułu lorda, który przejął jego syn, David Douglas-Home. Niejako ad hoc Home został dołączony w skład izby niższej, w której zasiadał od tej pory w latach 1963–1974. Reprezentował wówczas okręg wyborczy Kinross and Western Perthshire.
Właściwie pierwszeństwo do „sukcesji” w partii przysługiwało wicepremierowi Rabowi Butlerowi, ale i tym razem został on, jak po rezygnacji Anthony’ego Edena, pominięty na rzecz Home’a, który był kompromisowym kandydatem, zaproponowanym Elżbiecie II przez odchodzącego Macmillana. Prócz tego niedawny lord, teraz tytułowany sir, odziedziczył po nim kierownictwo partii.
Nie da się ukryć, że Home był przywódcą tymczasowym na okres niespełna roku. Po zwycięstwie Partii Pracy w wyborach roku 1964 fotel premiera przejął lider laburzystów Harold Wilson. Rok później Home stracił też funkcję przywódcy, osłabionych wtedy konserwatystów, na rzecz Edwarda Heatha.
W okresie premierostwa Home’a wykonano ostatni wyrok śmierci w Wielkiej Brytanii (kara ta została zniesiona przez następny rząd).

#### Dalsza kariera i wejście Wielkiej Brytanii do Wspólnoty Europejskiej
W 1970 roku, kiedy Heath został premierem pokonując Wilsona (który notabene pokonał go po czterech latach), jedną z jego najważniejszych nominacji, na szefa dyplomacji, był były premier Home.
Jeżeli można mówić o ważnych zasługach Home’a jako polityka, to raczej nie jako tymczasowego premiera, ale ministra, który wraz z Heathem wprowadził Wielką Brytanię do Wspólnoty Europejskiej.

### Emerytura
Po porażce rządu Heatha w wyborach 1974 roku, które ponownie wyniosły do władzy Wilsona, Home wycofał się z czynnej polityki. Niebawem ponownie zasiadł w Izbie Lordów, akceptując dożywotni tytuł barona Home of the Hirsel.
W momencie śmierci został, po dziś dzień, trzecim najdłużej żyjącym (po Jamesie Callaghanie i Macmillanie) premierem w historii (ponad 92 lata).

## Gabinet Aleca Douglasa-Home’a
- premier Wielkiej Brytanii: Alec Douglas-Home
- lord kanclerz: Reginald Manningham-Buller, 1. baron Dilhorne
- lord przewodniczący Rady: Quintin Hogg
- lord tajnej pieczęci, przewodniczący Izby Gmin: Selwyn Lloyd
- kanclerz skarbu: Reginald Maudling
- minister spraw zagranicznych: Rab Butler
- minister spraw wewnętrznych: Henry Brooke
- minister ds. samorządu lokalnego: Keith Joseph
- minister obrony: Peter Thorneycroft
- minister lotnictwa cywilnego: Julian Amery
- minister transportu: Ernest Marples
- minister mocy: Frederick Erroll
- minister przemysłu, handlu i rozwoju regionalnego, przewodniczący Zarządu Handlu: Edward Heath
- minister kolonii, minister ds. Wspólnoty Narodów: Duncan Sandys
- minister edukacji: Edward Boyle
- minister zdrowia: Anthony Barber
- naczelny sekretarz skarbu, Paymaster-General: John Boyd-Carpenter
- minister pracy: Joseph Godber
- minister prac publicznych: Geoffrey Rippon
- minister rolnictwa: Christopher Soames
- minister ds. Szkocji: Michael Noble
- kanclerz Księstwa Lancaster: John Hare, 1. wicehrabia Blakenham
- minister bez teki: Bill Deedes
- minister bez teki, przewodniczący Izby Lordów: Peter Carington, 6. baron Carrington

Zmiany
- kwiecień 1964 r. – Quintin Hogg zastąpił Edwarda Boyle’a na stanowisku ministra edukacji

## Tytuły od urodzin do śmierci
- Alexander Douglas-Home, Esq (1903-1918)
- Lord Dunglass (1918-1931)
- Lord Dunglass, MP (1931-1945)
- Lord Dunglass (1945-1950)
- Lord Dunglass, MP (1950–1951)
- The Right Honourable Lord Dunglass, MP (1951)
- The Right Honourable The Earl of Home, PC (1951-1962)
- The Right Honourable The Earl of Home, KT, PC (1962-1963)
- The Right Honourable Sir Alexander Douglas-Home, KT (1963)
- The Right Honourable Sir Alexander Douglas-Home, KT, MP (1963-1974)
- The Right Honourable The Lord Home of the Hirsel, KT, PC (1974-1995)